# Oenanthe caucasica
Oenanthe caucasica är en flockblommig växtart som beskrevs av Charles Simon. Oenanthe caucasica ingår i släktet stäkror, och familjen flockblommiga växter. Inga underarter finns listade i Catalogue of Life.